# Leonid Shmuts
Leonid Mykolayovych Shmuts - em ucraniano, Леонід Миколайович Шмуц (Nicopol, 8 de outubro de 1948) é um ex-futebolista ucraniano que atuava como goleiro. 

## Carreira

### Clubes
Revelado pelo Surmach Nikopol (Ucrânia), iniciou sua carreira profissional na mesma equipe, em 1965. Suas atuações levaram-no ao CSKA Moscou, onde jogaria até 1976, e onde tornaria-se campeão soviético em 1970, sendo este seu único título como jogador.
Shmuts teve ainda uma rápida passagem pelo SKA Kiev (atual Arsenal Kiev) em 1977, antes de voltar ao CSKA no ano seguinte, encerrando sua carreira ainda em 1978, com apenas 29 anos.

### O gol-contra que arruinou a carreira de Shmuts
Em abril de 1971, CSKA e Ararat se enfrentariam pelo campeonato soviético, e um lance mudaria para sempre a carreira de Shmuts: ao tentar lançar a bola para um companheiro de equipe, o goleiro percebeu que um atleta do Ararat tentaria interceptá-la e ao tentar repor em jogo, se atrapalhou e mandou a bola para as redes do CSKA, que terminaria derrotado por 1 a 0.
Este erro foi fatal para Shmuts, que não retomaria o mesmo nível de antes em seu clube, arruinando inclusive sua continuação pela seleção da URSS, pela qual nunca mais foi convocado a partir de então.

## Seleção
Convocado por Gavriil Kachalin para integrar a Seleção da URSS que disputaria a Copa do Mundo de 1970, no México, Shmuts teve que se contentar com a reserva, onde ficaria ao lado de nada menos que Lev Yashin, uma vez que Anzor Kavazashvili foi o titular dos vermelhos no Mundial.
Sua estreia como titular pelo selecionado foi em 1971, onde a URSS enfrentaria justamente a Seleção Mexicana. O último jogo de Shmuts pelo "Exército Vermelho" foi contra a Bulgária.